# Joaquim de Miró
Joaquim de Miró y Argenter (Sitges, 3 de febrero de 1849 - 18 de febrero de 1914) fue un pintor español, miembro de la Escuela luminista de Sitges.

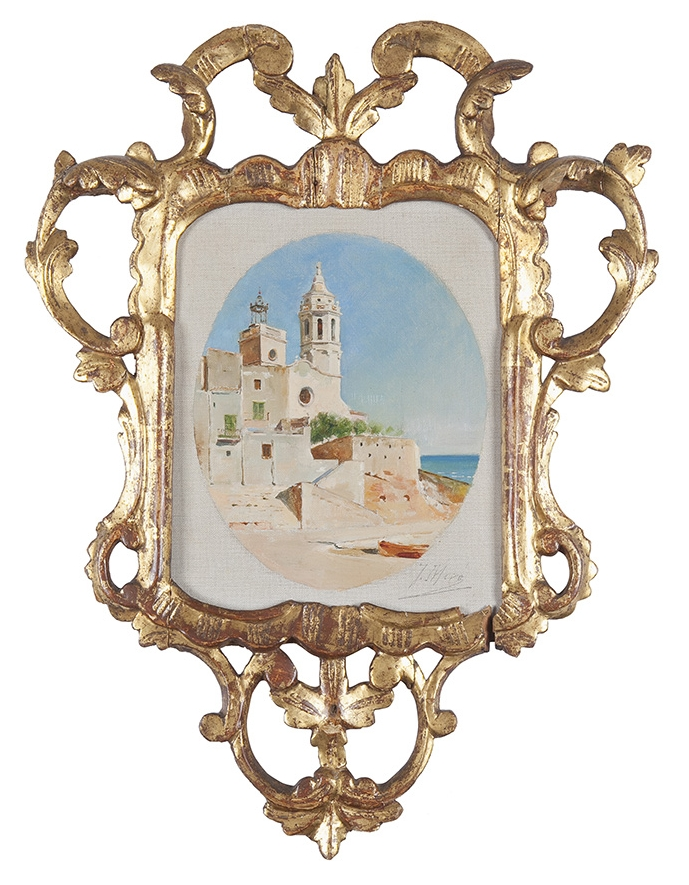
La Punta de Sitges, 1895. Museo Cau Ferrat de Sitges

Hermano del héroe de la guerra de Independencia cubana, José Miró Argenter. Aunque de formación generalmente autodidacta, fue discípulo del pintor Arcadio Mas. En el año 1877 ayudó a Joan Soler i Casanovas en la decoración del Casino Prado de Sitges. Participó en los concursos barceloneses de los años 1888, 1894 y 1896. Muy vinculado a su población natal, de la que prácticamente no se movió. Sobresalió en paisajes (marinas, huertos y masías) al óleo, con influencias de Fortuny; sus pinturas retratan la evolución de su villa natal entre los años 1880 y 1910. El Museo Cau Ferrat conserva obras suyas, como La Malvasía, de 1895. Fue tío del también artista pintor y grabador, Joaquim Sunyer.

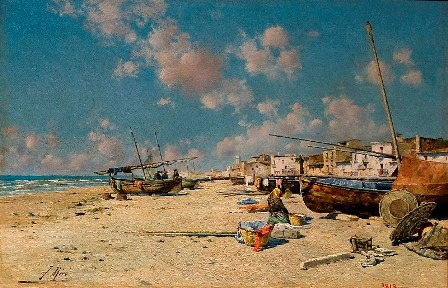
Playa de Sitges, obra conservada en la Biblioteca Museo Víctor Balaguer